# Katie Vincent
Katie Vincent Carrington (Mississauga, 12 marzo 1996) è una canoista canadese, laureatasi campionessa olimpica nel C1 200 metri a Parigi 2024, edizione in cui insieme a Sloan MacKenzie ha vinto anche il bronzo nel C2 500 metri.
Sempre nel C2 500 metri, ma insieme Laurence Vincent Lapointe, ha vinto un altro bronzo nella precedente edizione dei Giochi olimpici di Tokyo 2020.

## Palmarès
- Giochi olimpici

Tokyo 2020: bronzo nel C2 500 metri.
Parigi 2024: oro nel C1 200 metri, bronzo nel C2 500 metri.
- Mondiali

Račice 2017: oro nel C2 500 metri.
Montemor-o-Velho 2018: oro nel C2 500 metri, bronzo nel C1 500 metri.
Copenhagen 2021: oro nel C1 200 metri.
Dartmouth 2022: oro nel C1 500 metri, nel C4 500 metri e nel C2 Mix 500 metri.
Duisburg 2023: oro nel C1 500 metri, nel C1 5000 metri e nel C2 Mix 500 metri, bronzo nel C2 500 metri e nel C4 500 metri.
- Giochi panamericani

Santiago del Cile 2023: oro nel C2 500 metri.